# ねむれナイト コルポグロッソ
『ねむれナイト コルポグロッソ』（Colpo Grosso）は、1987年から1992年までイタリア7、オデオンTVで放送されていたイタリアのお色気番組である。コルポ・グロッソとはイタリア語で「大当たり」の意味。ドイツでは「トゥッティ・フルッティ」（Tutti Frutti）のタイトルで放送されていた。
日本国内では、主にスーパーチャンネル（現・スーパー!ドラマTV）で放送、一部のフジテレビ系列局（1990年代後半）でも放送されたことがある（放送時間帯は深夜）。
また、放送開始当時の『世界まる見え!テレビ特捜部』（日本テレビ）で番組の一部が紹介され、スペシャル番組ではチンチンガールズが来日し、ゲスト出演している。

## 概要
2名の参加者が様々なゲームを行い、ゲームに勝利すると獲得できる星の数を競う。ゲームごとに必要なポイントが決まっており、不足している場合は服を脱がなければならない。参加している男女2人共にストリップで得点を補充することができるため、男性も脱ぐことがある。男性の方もセクシーな一般男性が選出されている。
ゲームにはアシスタントの「チンチンガールズ」が関わる。最初の得点を得る際と「暑いか寒いかゲーム」、またはアイキャッチでヌードを見ることが出来る

## 出演者
- ウンベルト・スマイラ（イタリア語版、英語版） - 司会者

女性出演者全般に何ら興味を示さないが、エイミーの胸についてだけは賛辞の言葉をたびたび送る。
- エイミー・チャールズ（イタリア語版） - アシスタント

グラマラスな彼女も、初期は頻繁に脱いでいた。ウェールズ出身。
- チンチンガールズ

ロンドン出身者やユーゴスラビア系オランダ人などイタリア人だけではないイタリア在住の多彩な人種で構成されていた。なお、メジャーになる以前、ザラ・ホワイツ（オランダのポルノ女優）もメンバーであった。
日本語版の吹き替えは、安西正弘と松井菜桜子など、男性と女性の声優2人が担当。男性声優はウンベルトの声のみを担当し、女性声優は他の男性参加者も含め全ての人物の声を担当していた（ただし最初は稲葉実のみが担当していた）。